# Aldo Pomini
Aldo Pomini (Barge, 1913 – Torino, 4 giugno 1979) è stato un criminale e scrittore italiano.

## Biografia
Emigrato in Francia fin da bambino, nel 1931, in seguito a una rapina nell'ufficio postale di Bandol, nei pressi di Tolone
fu condannato ai lavori forzati nella colonia penale della Guyana francese. Raccontò in seguito la storia della sua prigionia e dei suoi tentativi di evasione nel memoriale Il ballo dei pescicani: storia di un forzato, pubblicato da Einaudi nel 1973 a cura di Gian Paolo Caprettini. Il libro interessò Pier Paolo Pasolini che ne fece una recensione nel settimanale Tempo, poi riedita in Descrizioni di descrizioni. Dal libro fu tratto uno sceneggiato televisivo diretto da Gianfranco Albano, trasmesso dalla Rai nel 1978. Il libro, con la recensione di Pasolini in appendice, fu ripubblicato nel 2016 da Giometti & Antonello. Di Pomini Einaudi pubblicò nel 1975 le Memorie di un contrabbandiere.